# La Concentration

La Concentration est un film français réalisé par Philippe Garrel, sorti en 1968.

## Synopsis
Un homme et une femme sont enfermés dans un appartement composé de deux zones, symboles de l'angoisse et de la torture, entre lesquelles se trouve un lit.

## Fiche technique
- Titre : La Concentration
- Réalisateur : Philippe Garrel
- Scénario : Philippe Garrel
- Photographie : Michel Fournier
- Son : Michel Ber, Jean-Pierre Ruh
- Montage : Philippe Garrel, Jackie Raynal
- Production : Sylvina Boissonnas (Films Zanzibar) - Philippe Garrel
- Tournage : pendant 72 heures en août 1968
- Pays de production:  France
- Durée : 90 min
- Date de sortie : 
  - France : 28 novembre 1968

## Distribution
- Jean-Pierre Léaud
- Zouzou